# Laurent Le Boulc’h

Wappen von Laurent Le Boulc'h

Laurent Le Boulc’h (* 4. September 1960 in Loudéac, Département Côtes-d’Armor, Frankreich) ist ein französischer Geistlicher und römisch-katholischer Erzbischof von Lille.

## Leben
Laurent Le Boulc’h trat in das interdiözesane Priesterseminar in Vannes ein und empfing nach Abschluss des Studiums der Philosophie und Theologie am 19. Juni 1988 das Sakrament der Priesterweihe für das Bistum Saint-Brieuc.
Nach drei Jahren als Vikar an der Kathedrale von Saint-Brieuc studierte er von 1991 bis 1993 am Institut Catholique de Paris und erwarb das Lizenziat in Theologie. Ab 1993 war er bis 2005 Bischofsvikar für die Jugendpastoral und bis 2013 Verantwortlicher für die Seelsorge an den katholischen Schulen des Bistums. Von 2003 bis 2005 war er zudem Verantwortlicher des Bistums für die Weiterbildung. Von 2005 bis 2013 war er Pfarrer in Lannion und Verantwortlicher für den gleichnamigen Seelsorgebereich.
Am 5. September 2013 ernannte ihn Papst Franziskus zum Bischof von Coutances. Der Erzbischof von Rouen, Jean-Charles Marie Descubes, spendete ihm am 27. Oktober desselben Jahres in der Kathedrale von Coutances die Bischofsweihe; Mitkonsekratoren waren der Bischof von Saint-Brieuc, Denis Moutel, und der Bischof von Pontoise, Stanislas Lalanne.
Am 1. April 2023 ernannte ihn Papst Franziskus zum Erzbischof von Lille. Die Amtseinführung fand am 20. Mai desselben Jahres statt.
In der Französischen Bischofskonferenz leitet er die Arbeitsgruppe für die Territorien und Pfarren. Außerdem gehört er dem Rat für die Bewegungen und Vereinigungen der Gläubigen an.